# チャンギ・ヴィレッジ
チャンギ・ヴィレッジ（英語: Changi Village, 簡体字: 樟宜村）は、シンガポールの北東端にある近代的な村である。シンガポールの行政機関は、2005年にゴーストタウンから復活させると公約した。

## 施設

### ホテル

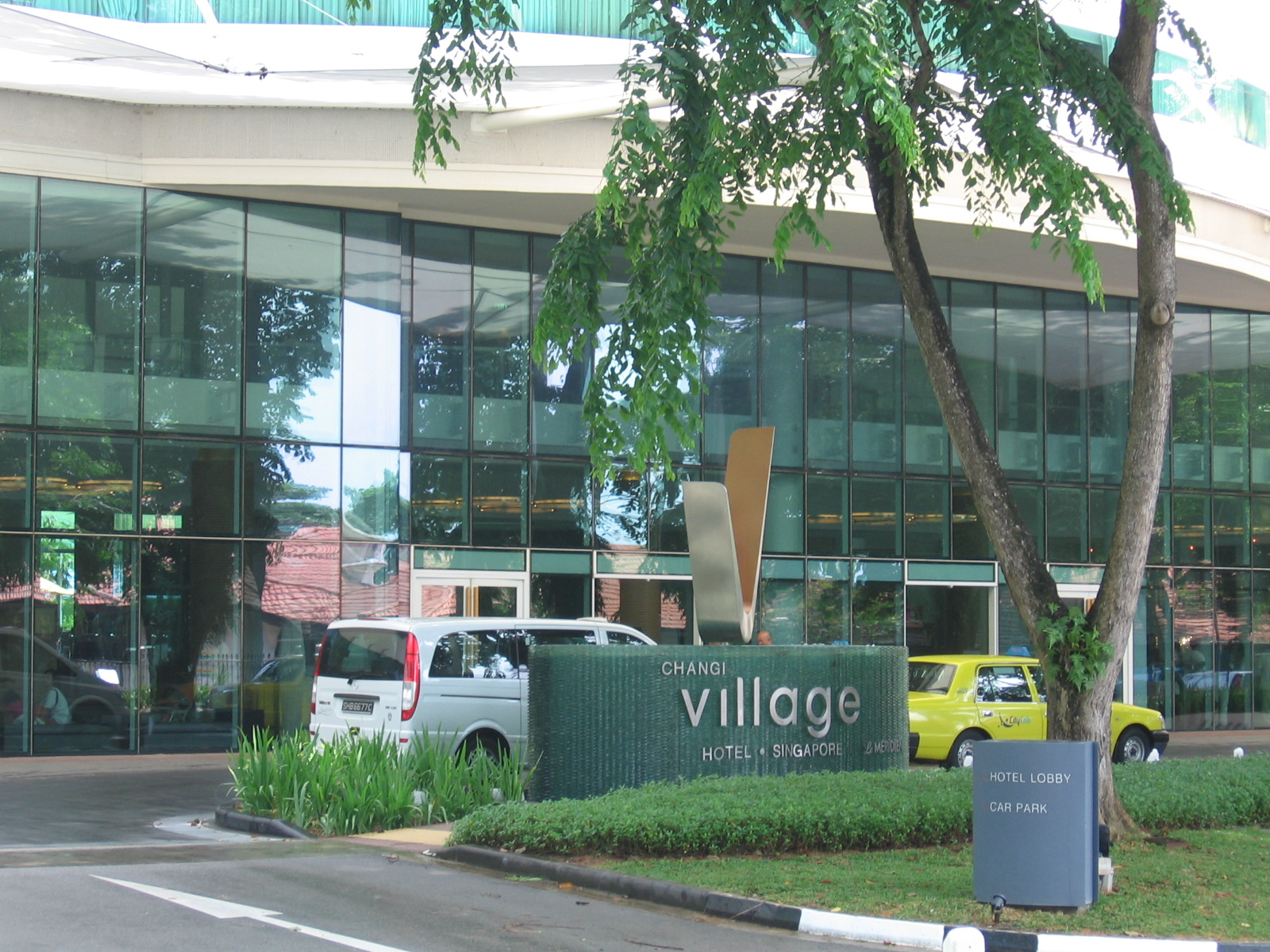
チャンギ・ヴィレッジ・ホテル

チャンギ・ヴィレッジには、「チャンギ・ヴィレッジ・ホテル」というホテルがある。改装の後に再オープンした。

### バスターミナル
バスターミナルのチャンギ・ヴィレッジ・バスターミナルがある。

### フェリーターミナル

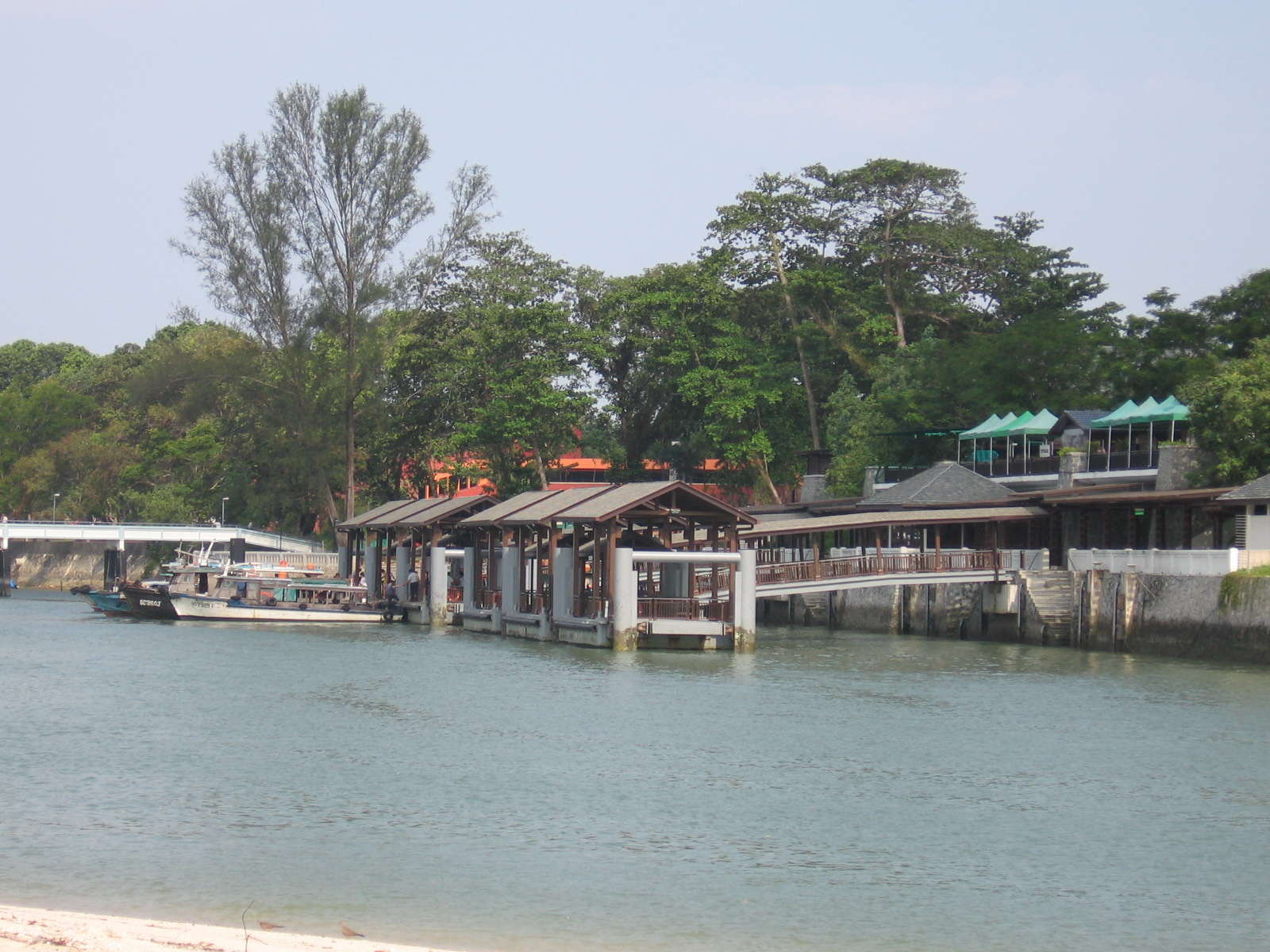
チャンギ・ポイント・フェリーターミナル

「チャンギ・ポイント・フェリーターミナル」というフェリーターミナルがある。北東の島々（例えばウビン島）やマレーシアのジョホール州の数カ所へと向かう、小さな旅客連絡船が出港している。

### ビストロ

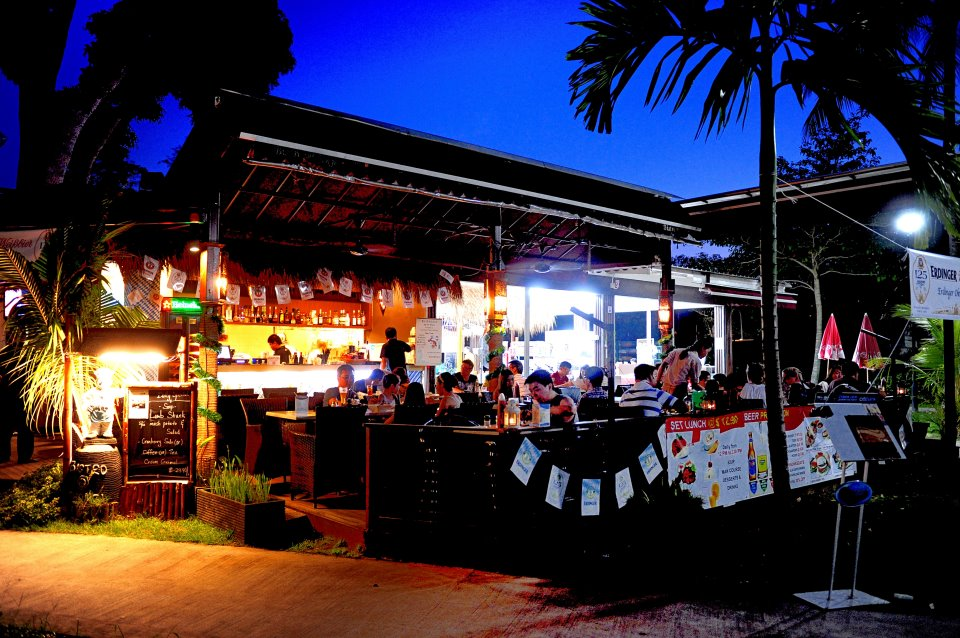
夜のビストロ＠チャンギ

シンガポールの最も歴史的な海岸公園であるチャンギ・ビーチ・カーパーク1の周辺にある、ビストロ＠チャンギは、遠くから訪れた人々に人気のスポットである。

### ホーカーセンター

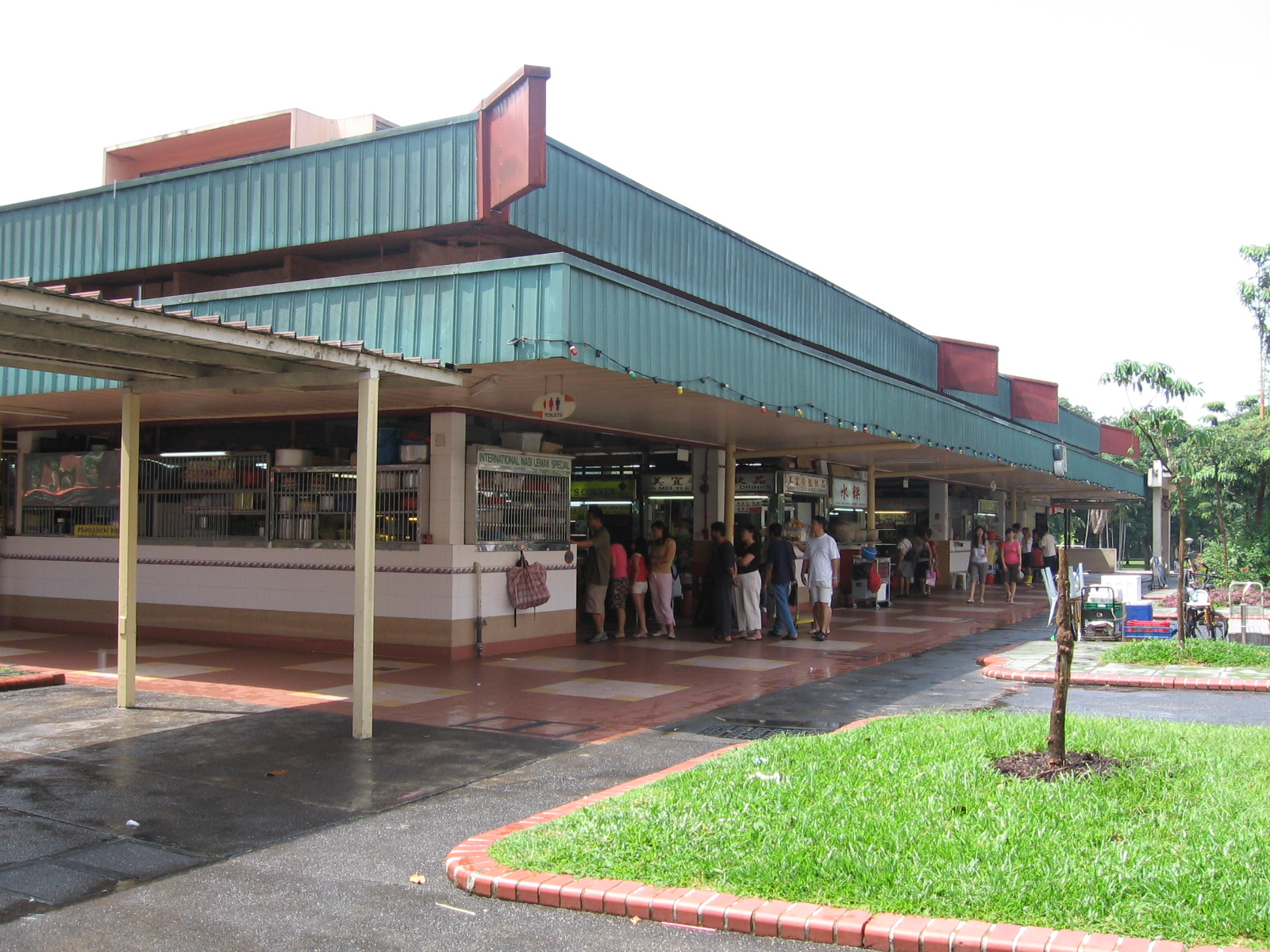
チャンギ・ヴィレッジ・ホーカーセンター

チャンギ・ヴィレッジには、ホーカーセンターが存在した。このホーカーセンターは、ナシレマッの店で有名であり、長い列もたびたび見受けられた。屋台では、多くのテレビ番組や会社により薦められるフライド・フリッターなども売っていた。パシール・リス、タンピネス、シメイの住宅に住んでいる多くの住民が、夜にチャンギ・ヴィレッジへとやって来ていた。コーヒーショップの多くは、毎日夜中までオープンしている。2012年6月から2014年8月までセンターは改修のためにクローズしていた。

### シースポーツクラブ
人民協会ウォーターベンチャーは、カヤッキングコース及びレンタルを行っている。

### チャンギビーチへの歩道
近くの島々を見渡せるため週末にはピクニックの家族客が多く集まる、近くのチャンギ・ビーチ・パークへの歩道がある。